# Stammliste von Kirchberg

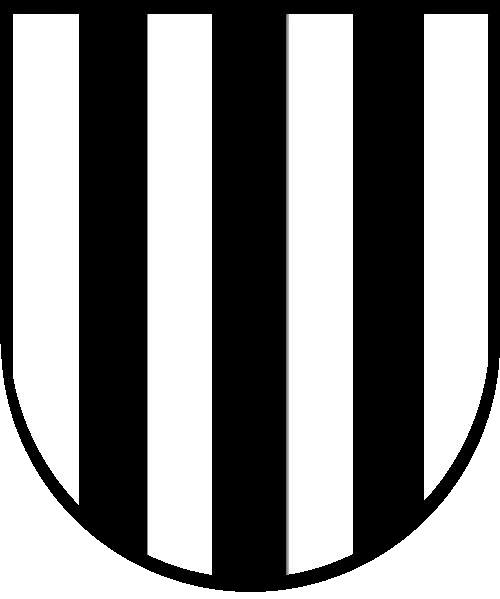
Stammwappen der Burggrafen von Kirchberg

Die Stammliste von Kirchberg stellt die Genealogie der Familie von Kirchberg und wichtigen Zwischengliedern vor. Sie waren Burggrafen von Kirchberg in Kapellendorf, Windorf, Kaulsdorf (Saale), Kranichfeld und Farnroda und dann in der Grafschaft Sayn-Hachenburg im Westerwald.
Die Geschichte der Burggrafen von Kirchberg wurde ausführlich dokumentiert von dem Archivrat Heinrich Friedrich Avemann in dem umfangreichen, 1747 gedruckten Buch „Vollständige Beschreibung des uralten und weitberühmten Hochgräfl. Geschlechts der Herren Reichsgraf- und Burggrafen von Kirchberg“.

## Stammliste der Burggrafen von Kirchberg

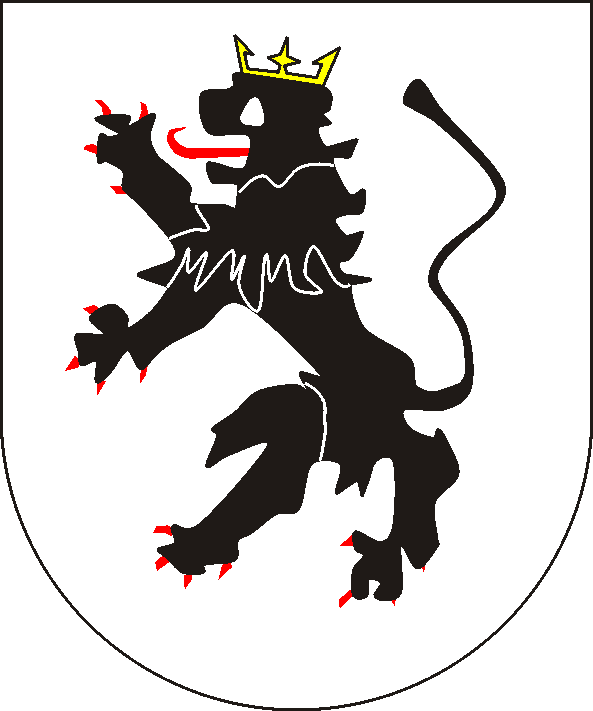
2. Wappen der Burggrafen von Kirchberg

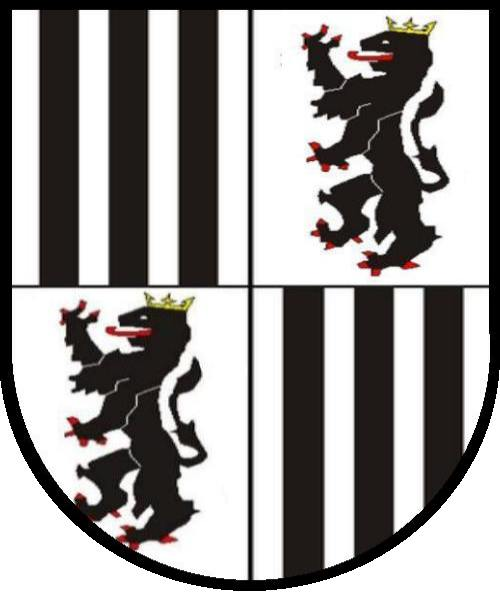
Vereinigtes Wappen, geviert

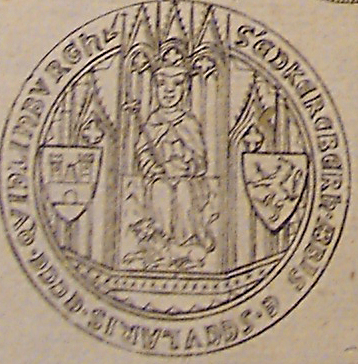
Irmgard von Kirchberg, Äbtissin von Quedlinburg 1379–1405

Der erste bekannte Vertreter des Hauses war Otto I. Burggraf von Kirchberg, † 1113 hatte folgenden Nachkommen
1. Dietrich I. von Kirchberg † nach 1174
2. Otto II. Graf von Kirchberg † nach 1181 ⚭ Ida von Orlamünde
  1. Dietrich II. Burggraf von Kirchberg gen. von Kapellendorf † 1194  ⚭ Sophie von Lobdeburg
    1. Otto III. Burggraf von Kirchberg † 1243
      1. Dietrich III. Burggraf von Kirchberg † 1266, ⚭ Sophia † nach 1272
      2. Dietrich IV. Burggraf von Kirchberg, † 8. April 1268 in der Saale bei Naumburg ertrunken
      3. Otto IV. Burggraf von Kirchberg (als Otto II. in Wintberg) auch "der Große" genannt † 1294, 1⚭ NN, 2⚭ Sophia † nach 1272
        1. Dietrich III. (IV.) Burggraf von Kirchberg 1292 erwähnt, † 1311
          1. Sophie von Kirchberg

        2. Otto V. Burggraf von Kirchberg, 1292 erwähnt, † 1330 ⚭ Agnes von Schwarzburg T.d. Heinrich VI. von Schwarzburg u.d. Oda von Querfurt
          1. Otto VI. Burggraf von Kirchberg in Kaulsdorf † 1357
          2. Albrecht II. Burggraf von Kirchberg * um 1300 † 1356/1369 Anna Schwarzburg T.d. Johannes Graf von Schwarzburg
          3. Sophie von Kirchberg

        3. Albrecht I. Burggraf von Kirchberg in Greiffenberg, 1294 erwähnt, † 20. November 1315 ⚭ Elisabeth von Orlamünde T.d. Heinrich III. Graf von Orlamünde u.d. Irmgard von Schwarzburg-Blanckenburg
          1. Hermann von Kirchberg
          2. Dietrich VI. Burggraf von Kirchberg † 1369
          3. Elisabeth von Kirchberg
          4. Günther von Kirchberg
          5. Irmgard von Kirchberg
          6. Albrecht III. Burggraf von Kirchberg Herr zu Windberg und Ziegenhain † 1427 1⚭ Margarethe von Kranichfeld † 1417 T.d. Hermann IV. von Kranichfeld u.d. Sophie von Schwarzburg, 2⚭ Margarethe von Beichlingen, T.d. Friedrich XIV, Graf von Beichlingen-Wiehe u.d. Matilde von Mansfeld, 3⚭ Anna von Schwarzburg T.d. Johann II. Graf von Schwarzburg-Wachsenburg u.d. Sophie von Schwarzburg-Blankenburg
            1. Dietrich VII. Burggraf von Kirchberg in Kranichfeld † 1455 ⚭ Agnes von Schönburg-Glauchau † 1417, T.d. Veit I. von Schönburg-Glauchau u.d. Jutta von Leisnig[3] † 1420
              1. Albrecht IV. Burggraf von Kirchberg † 1471 ⚭ Katharina von Greus (Greußen)
                1. Hartmann Burggraf von Kirchberg * um 1466 † 1. April 1529, Fürstabt in Fulda ▭ in Mainz
                2. Albrecht V. Burggraf von Kirchberg † 1495

              2. Margarethe von Kirchberg, Nonne im Kloster Roda (1472/1486)
              3. Sophie von Kirchberg †
              4. Anna von Kirchberg, Nonne im Kloster Stift Quedlinburg
              5. Agnes von Kirchberg, Nonne im Kloster Stift Quedlinburg

            2. Irmgard von Kirchberg † 31. Mai 1462  ⚭ um 1398 Heinrich VII Reuß-Plauen
            3. Hartmann II. Burggraf von Kirchberg-Altenberga † 1462, ⚭ Elisabeth
              1. Georg I. Burggraf von Kirchberg * um 1440 † 5. Juni 1519  1⚭ Ursula von Plesse * 1460 † 20. Dezember 1498 T.d. Gottschalk von Plesse u.d. Katharina von Regenstein, 2⚭ Barbara von Regenstein-Blankenburg * um 1450 † 1529
                1. Magnus von Kirchberg aus 1⚭
                2. Georg von Kirchberg aus 1⚭
                3. Siegmund I. Burggraf von Kirchberg * um 1490 † 1567 1⚭ Margarete Reuß von Plauen * 5. November 1522 (kinderlos) T.d. Heinrich XII. Reuß von Kranichfeld[4]  u.d. Katharina von Gleichen-Remda, 2⚭ Ludmilla Schenk von Tautenburg * um 1500 † 1560 T.d. Georg Schenk von Tautenburg u.d. Anna von Schleinitz, 3⚭ Margarethe von der Heyde
                  1. Anna von Kirchberg ⚭ Ludwig III. von Gleichen-Blankenhain
                  2. Sabine von Kirchberg 1⚭ Hektor II. von Gleichen-Rembda,  2⚭  Adam von Kittlitz-Eisenberg
                  3. Magdalena von Kirchberg ⚭ 1545 Hugbrecht von Beichlingen, 2⚭ von der Heyde
                  4. Siegmund II. Burggraf von Kirchberg † 1570, 1⚭ Dorothea von Mansfeld † 1560, T.d. Gebhard VII. von Mansfeld-Mittelort u.d. Margarethe von Gleichen-Blankenhain (kinderlos), 2⚭ Sibylle von Isenburg-Büdingen-Kelsterbach * 1. Juni 1540, † 21. Mai 1608 in Farnroda, T.d. Anton von Isenburg-Kelsterbach u.d. Elisabeth von Wied
                    1. Wilhelm Burggraf von Kirchberg † 1587
                    2. Barbara Sibylle von Kirchberg
                    3. Anna Katharina von Kirchberg
                    4. Dorothea von Kirchberg
                    5. Johann Heinrich von Kirchberg
                    6. Georg II. (III) Burggraf von Kirchberg Graf zu Sayn-Hachenburg * 10. Januar 1569, † 3. November 1641, 1⚭ 10. Oktober 1600 Margarethe von Gleichen * 28. Mai 1556, † 14. Januar 1619, T.d. Georg II. von Gleichen-Tonna u.d. Elisabeth v.Plesse, 2⚭ Dorothea Magdalene Reuß-Gera, * 25. Februar 1595, † 29. Oktober 1646, T.d. Heinrich XXIX. Reuß von Plauen u.d. Magdalena von Hohenlohe-Weikersheim

                  5. Elisabeth von Kirchberg
                  6. Amalie von Kirchberg
                  7. Martha von Kirchberg
                  8. Sidonia von Kirchberg ⚭ Jakob Seiffart von Northeim

                4. Elisabeth von Kirchberg  ⚭ Kuno von Eyenberg

            4. Engele von Kirchberg  ⚭  Otto Wend III. von Ileburg
            5. Anna von Kirchberg * 1409, † 1470 Äbtissin im Kloster Ilm

          7. Oswald von Kirchberg, 1390, 1395 erwähnt, † 15. Juni 1426 in der Schlacht bei Aussig

        4. Hartmann I. Burggraf von Kirchberg in Kapellendorf † 1359 ⚭ Jutta von Querfurt
          1. Dietrich V. Burggraf von Kirchberg in Camburg † 1393
          2. Gebhard von Kirchberg
          3. Otto von Kirchberg in Camburg
          4. Lukard von Kirchberg
          5. Sophie von Kirchberg

        5. Heinrich von Kirchberg, 1308 Bischof von Wirich
        6. Hermann von Kirchberg, 1308, 1338 erwähnt, † 1343
          1. Sophie von Kirchberg

    2. Thegenhard von Kirchberg, 1181 als unmündig erwähnt
    3. Wolfgang von Kirchberg, 1181 als unmündig, und 1217 erwähnt, ⚭ Agneta von Kamburg, errichtete 1208 aus Dankbarkeit über die Heimkehr ihres Mannes eine Kapelle, dem Hl. Georg geweiht

  2. Heinrich Ritter von Kirchberg, 1162, 1181 und 1194 erwähnt zog in Heilige Land,
3. Hartmann Graf von Kirchberg, 1175, 1198 erwähnt

### Sayn-Hachenburg – Sayn-Wittgenstein-Sayn

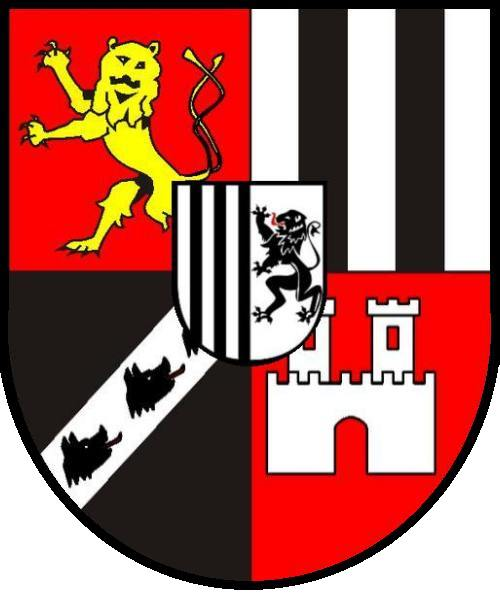
Wappen Kirchberg-Sayn-Hachenburg

1. Siegmund II. Burggraf von Kirchberg † 1570, 1⚭ Dorothea von Mansfeld † 1560, T.d. Gebhard VII. von Mansfeld-Mittelort u.d. Margarethe von Gleichen-Blankenhain (kinderlos), 2⚭ Sibylle von Isenburg-Büdingen-Kelsterbach * 1. Juni 1540, † 21. Mai 1608 in Farnroda, T.d. Anton von Isenburg-Kelsterbach u.d. Elisabeth von Wied
  1. Wilhelm Burggraf von Kirchberg † 1587
  2. Barbara Sibylle von Kirchberg
  3. Anna Katharina von Kirchberg
  4. Dorothea von Kirchberg
  5. Johann Heinrich von Kirchberg
  6. Georg II. (III) Burggraf von Kirchberg Graf zu Sayn-Hachenburg * 10. Januar 1569, † 3. November 1641, 1⚭ 10. Oktober 1600 Margarethe von Gleichen * 28. Mai 1556, † 14. Januar 1619, T.d. Georg II. von Gleichen-Tonna u.d. Elisabeth v.Plesse, 2⚭ Dorothea Magdalene Reuß-Gera, * 25. Februar 1595, † 29. Oktober 1646, T.d. Heinrich XXIX. Reuss von Plauen u.d. Magdalena von Hohenlohe-Weikersheim
    1. Siegmund Heinrich Burggraf von Kirchberg † 1646
    2. Anton von Kirchberg
    3. Wolfgang Philipp von Kirchberg
    4. Wolfgang Kraft von Kirchberg
    5. Elisabeth Marie von Kirchberg
    6. Siegmund Anton von Kirchberg
    7. Sibylle Magdalena von Kirchberg * 24. Juli 1624, † 24. Februar 1667 in Greiz ⚭ Heinrich I. Graf Reuß von Obergreiz, * 3. Mai 1627 in Greiz, † 8. März 1681 in Greiz

  7. Georg Ludwig Burggraf von Kirchberg * 2. Februar 1626, † 5. August 1686  1⚭ Anna Magdalena Gräfin zu Hohenlohe-Langenburg * 15. April 1617, † 4. Oktober 1671 in Darmstadt, T.d. Philipp-Ernst von Hohenlohe-Langenburg u.d. Anna Maria zu Solms-Sonnenwalde und Pouch (7 Kinder), 2⚭ Magdalena Christina von Manderscheid-Blankenheim und Gerolstein * 15. März 1658, † 19. Oktober 1715, T.d. Salentin Ernst zu Manderscheid u. Blankenheim u.d. Ernestina Salentina zu Sayn und Wittgenstein (10 Kinder)
    1. Anna Dorothea von Kirchberg
    2. Sibylla Magdalena von Kirchberg
    3. Georg Philipp von Kirchberg
    4. Elisabeth Magdalena von Kirchberg
    5. Dorothea Louise von Kirchberg
    6. Ludwig Kraft Burggraf von Kirchberg † 1689
    7. Georg Wolfgang von Kirchberg
    8. Georg Ludwig Ernst von Kirchberg
    9. Ernst August Ludwig Burggraf von Kirchberg † 1695
    10. Johannetta Friederike von Kirchberg
    11. Wilhelmine Louise von Kirchberg
    12. Elisabeth Dorothea von Kirchberg * 13. Mai 1680, † 20. März 1748
    13. Magdalena Christine von Kirchberg
    14. Georg Friedrich Burggraf von Kirchberg Graf zu Sayn-Wittgenstein * 3. März 1683, † 14. August 1749, ⚭ 9. Mai 1708 Sophia Amalia Gräfin von Nassau  * 18. Oktober 1688 in Ottweiler, † 28. Mai 1753 Hachenburg, T.d. Friedrich Ludwig von Nassau-Ottweiler u.d. Christiane Gräfin von Ahlefeldt
      1. Wilhelm Ludwig von Kirchberg * 30. März 1709 † 18. Februar 1751, ⚭ Louise zu Salm-Dhaun * 27. Februar 1721, † 23. Dezember 1791 T.d. Carl von Dhaun u.d. Louise von Nassau-Ottweiler
        1. Karl Friedrich Burggraf von Kirchberg * 28. Mai 1746
        2. Wilhelm Georg Burggraf von Kirchberg Graf zu Sayn-Wittgenstein * 23. April 1751 † 7. Februar 1776, ⚭  Isabella Augusta Gräfin Reuss-Greiz * 7. August 1752 in Greiz, † 10. Oktober 1824 in Hachenburg, T.d.  Heinrich XI. Reuss zu Ober-Greiz u.d. Conradina Eleonora Isabella Reuss von Köstritz,
          1. Louise Isabella Alexandra Augusta Henriette Friederike Maria Burggräfin von Kirchberg Gräfin von Sayn-Hachenburg (* 1772; † 1827) ⚭ Friedrich Wilhelm Fürst zu Nassau-Weilburg, *  25. Oktober 1768 in Den Haag, † 9. Januar 1816 in Weilburg; 4 Kinder: Wilhelm Georg, Auguste Louise, Henriette, Friedrich Wilhelm

      2. Karl Georg Burggraf von Kirchberg * 7. Mai 1711 † 29. Oktober 1740
      3. Friedrich Ernst Burggraf von Kirchberg * 30. Juni 1713  † 1. Oktober 1737
      4. Johann August Burggraf von Kirchberg Graf zu Sayn-Wittgenstein, * 6. Juni 1714 † 11. April 1799
      5. Alexander von Kirchberg  * 29. November 1715  † 4. Februar 1717
      6. Ernst Siegmund von Kirchberg  * 29. September 1716   †  25. August 1738 bei Orsova
      7. Ferdinand von Kirchberg  * 11. November 1718  † 30. November 1721
      8. Carolina Burggräfin von Kirchberg Gräfin zu Sayn-Hachenburg * 19. Oktober 1720  † 19. Januar 1795 ⚭ Johann Friedrich Alexander Christian zu Wied Graf zu Isenburg  * 18. November 1706  † 7. August 1791
      9. Adolph Hartmann von Kirchberg * 27. November 1721  † 8. September 1759 bei Torgau
      10. Christian Albrecht Kasimir Burggraf von Kirchberg * 13. Dezember 1726, † 12. Januar 1772, Richter des Reichskammergerichts
      11. Sophie Charlotte von Kirchberg * 11. Oktober 1731  ⚭ Johann Martin II. Graf zu Stolberg-Rossla * 6. Januar 1728 in Rossla  † 8. Oktober 1795 in Ortenberg

    15. Wilhelmine Christine von Kirchberg
    16. Johann Albrecht von Kirchberg
    17. Ernestina Karolina von Kirchberg † 1. Januar 1687[5]

## Wappen
Das älteste Wappen der Burggrafen von Kirchberg sind einige senkrechte schwarze Balken im weißen Feld.
Ein zweites Wappen der Burggrafen von Kirchberg im weißen Feld ein rotgezungter, steigender schwarzer Löwe.
Später ist der Wappenschild gespalten, vorne in Silber/Weiß drei schwarze Balken, hinten ebenfalls in Silber/Weiß ein rotgezungter, steigender schwarzer Löwe. Darstellung im 15. Jahrhundert geviert, rot bewehrt und mit goldener Krone.
Der Wappenschild der Burggrafen von Kirchberg Sayn-Hachenburg, geviert mit Herzschild zeigt in Feld 1 In Rot ein goldener Gelöwter Leopard (Stammwappen der Familie Sayn), Feld 2 in Silber zwei schwarze Pfähle – (für Wittgenstein), Feld 3 in Schwarz ein mit drei schwarzen, einwärts blickenden Eberköpfen belegter silberner Schrägbalken – für Burg Freusburg, Feld 4 In Rot eine zweitürmige silberne, schwarzgefugte Burg – für Homburg. Der Herzschild zeigt das Wappen der Burggrafen von Kirchberg s. o.
Beide Wappen, geviert und gespalten, nebeneinander